# Rhacophorus annamensis
Espèce
Synonymes
- Rhacophorus notater Smith, 1924

Statut de conservation UICN

 LC  : Préoccupation mineure
Rhacophorus annamensis est une espèce d'amphibiens de la famille des Rhacophoridae.

## Répartition et habitat
Cette espèce se rencontre au Viêt Nam et dans l'extrême est du Cambodge, entre 700 et 1 200 m d'altitude,.
Elle vit dans la forêt tropicale humide.

## Étymologie
Son nom d'espèce, composé de annam et du suffixe latin -ensis, « qui vit dans, qui habite », lui a été donné en référence au lieu de sa découverte, l'Annam, un protectorat français, de 1883 à 1945, dans le centre de l'Indochine.

## Publication originale
- Smith, 1924 : New tree-frogs from Indochina and the Malay Peninsula. Proceedings of the Zoological Society of London, vol. 1924, p. 225-234.